# Laney
Laney ist ein britischer Hersteller von Gitarren-/Bassverstärkern, Boxen und PA-Systemen und gehört zu den bekannten Größen in diesem Bereich.

Ein Laney VH100R Gitarren-Top inkl. passender Laney 4*12"-Box

## Geschichte
Laney wurde offiziell am 1. September 1967 von Lyndon Laney, der sich entschlossen hatte, Verstärker für Freunde zu bauen, gegründet. Zu seinen ersten Kunden gehörten Gitarristen aus der Gegend von Birmingham wie Tony Iommi von Black Sabbath, welcher bis heute Produkte von Laney verwendet. Viele der ersten Verstärker sind noch heute in Benutzung.
In den späten 1960er und frühen 1970er Jahren bot Laney eine kleine, aber spezialisierte Palette an Verstärkern an. Von besonderem Interesse war der LA100BL, ein reiner Röhrenverstärker, der einen Heavy-Metal-lastigeren Sound als Produkte der Konkurrenz zu der Zeit hatte. Der Anspruch, mehr Gain bei trotzdem natürlichem Röhrensound zu haben, prägte Laneys Produktion in den 1980er Jahren. Die Produktlinie AOR (kurz für Advanced Overdrive Response) verfügte über eine zusätzliche Stufe an Gain vor dem Vorverstärker; andere Firmen wie Marshall Amplification boten dies zu der Zeit nicht vom Werk her.
Die Produktpalette von Laney reicht heute von kleinen Transistorverstärkern bis hin zu 120 Watt starken Vollröhrenamps. Zum 40. Jubiläum der Firma im Jahre 2007 wurden eine neue Gitarrenverstärker-Serie namens Lionheart und eine Bassverstärkerserie namens Nexus vorgestellt. Beide Systeme basieren auf Röhrentechnik.

## Nutzer
Bekannte Nutzer von Laney-Produkten sind unter anderem Paul Gilbert (Racer X, Mr. Big), Mikael Åkerfeldt von Opeth sowie Joel Stroetzel von Killswitch Engage. Bisher ist Tony Iommi allerdings der einzige Endorser mit einem Signature-Modell, das etwa zwei Jahre Entwicklungszeit benötigte.